# Береговая Слобода
Береговая Слобода (бел. Берагавая Слабада) — деревня в Глыбовском сельсовете Речицкого района Гомельской области Беларуси.

## География

### Расположение
В 26 км на северо-запад от Речицы и железнодорожной станции в этом городе, в 76 км от Гомеля.

### Водная система
На реке Днепр, в которую на севере впадает Березина.

## Транспортная система
Транспортная связь по просёлочной, а затем по автодороге Светлогорск — Речица.
В деревне 66 жилых домов (2004 год). Планировка состоит из прямолинейной улица с ориентацией вдоль реки с юго-востока на северо-запад. Двухсторонняя застройка деревянными домами усадебного типа.

## История
Археологами обнаружены курганные могильники в 0,5 км на северо-запад от деревни в количестве 4 насыпей и на западной окраине поселение VI—V тысячелетия до н. э. Эти находки свидетельствуют о заселении этих мест с глубокой древности.
Согласно письменным источникам деревня известна с XVIII века и находилась во владении Потоцких, а затем Масальских. После 2-го раздела Речи Посполитой в (1793 году) в составе Российской империи. В 1795 году деревня носила название Береговая и находилась в составе Речицкого уезда Минской губернии. В 1850 году деревня находилась в составе имения Горваль. По Березине судоходство осуществлялось до Бобруйска, по Днепру — в Могилёв, Оршу, Киев, Одессу. В 1897 году в деревне находились: часовня, школа грамоты, пристань, магазин, корчма. В 1908 году в составе Горвальской волости.
В августе 1918 года партизаны освободили оккупированную немецкими войсками деревню и провозгласили советскую власть.
С 8 декабря 1926 года по 30 декабря 1927 года центр Берегослободского сельсовета Горвальского района Речицкого округа.
В 1930 году организован колхоз.
Во время Великой Отечественной войны на фронтах погибли 45 жителей деревни. В июле 1943 года немецкие каратели полностью сожгли деревню и убили 5 жителей. В освобождении Береговой Слободы помимо армейских частей участвовали партизаны Речицкой бригады имени К. Я. Ворошилова.
В 1959 году деревня входила в состав колхоза «Подлесье» с центром в деревне Милоград. Работали библиотека, клуб.

## Население

### Численность
- 2004 год — 66 дворов, 102 жителя.

### Динамика
- 1795 год — 30 дворов.
- 1850 год — 34 двора.
- 1897 год — 55 дворов, 271 житель (согласно переписи).
- 1908 год — 72 двора, 391 житель.
- 1940 год — 103 двора, 461 житель.
- 1959 год — 416 жителей (согласно переписи).
- 2004 год — 66 дворов, 102 жителя.

## Культура
- Деревня включена в состав маршрута памяти «По дорогам Великой Отечественной войны на территории Глыбовского сельсовета» (2024). Перед въездом в агрогородок Глыбов размещен стенд с маршрутом и обозначениями, где и в каких населённых пунктах имеются памятник, обелиск, братская могила или воинское захоронение.

## Достопримечательность
- Береговая Слобода — археологический памятник: стоянка днепро-деснинской культуры позднего мезолита на западной окраине д. Береговая Слобода, на 2-й надпоймовой террасе правового берега р. Днепр[1][2][3][4][4].  Историко-культурная ценность Республики Беларусь, шифр 313В000679.
- Могила неизвестного солдата
- Памятник